# Estado de Edo
Edo es un estado interior de Nigeria. Su capital es Ciudad de Benín. Fue formado en 1991 tras la división de Bendel en dos estados: Edo y Delta. Las lenguas nativas habladas en el estado incluyen el edo, el esan, el ora, etc.

## Localidades con población en marzo de 2016
- Akoko-Edo 342,600
- Egor 445,800
- Esan Central 137,900
- Esan North East 159,800
- Esan South East 217,900
- Esan West 167,300
- Etsako Central 123,400
- Etsako East193,000
- Etsako West 260,700
- Igueben 92,100
- Ikpoba-Okha 487,400
- Oredo 490,600
- Orhionmwon 241,000
- Ovia North East 203,500
- Ovia South West 180,900
- Owan East 202,600
- Owan West 129,800
- Uhunmwonde 159,500

## Patrimonio histórico
- Murallas de Benín, unas de las mayores del mundo